# Floorball-Bundesliga 2020/21 (Frauen)
Die Floorball-Bundesliga 2020/21 der Damen war die 27. Spielzeit um die deutsche Floorball-Meisterschaft auf dem Großfeld der Damen.
Die Saison begann am 12. September 2020. Nachdem bereits am 24. und 25. Oktober alle vier Spiele abgesagt worden, entschied Floorball Deutschland wegen der zweiten Welle der Corona-Pandemie die Saison bis zum Jahresende zu unterbrechen bzw. könnten bei einer deutlichen verbesserten Lage im Dezember zumindest vereinzelt Nachholspiele durchgeführt werden.
Am 5. März 2021 wurden die Bundesligen abgebrochen. Es wird keine Absteiger geben.
Zuvor wurde bereits aufgrund der Pandemie die vorherige Saison vor Ende der Hauptrunde ohne Meister abgebrochen und somit ging wieder der UHC Sparkasse Weißenfels als Titelverteidiger in die Saison. Nach einjähriger Pause nahm der FC Stern München zusammen mit den Sportfreunden Puchheim wieder an der Liga teil.

## Teilnehmer
- UHC Sparkasse Weißenfels
- MFBC Leipzig/Grimma
- Dümptener Füchse
- ETV Lady Piranhhas Hamburg
- Red Devils Wernigerode
- SSF Dragons Bonn
- SG Stern München/Sportfreunde Puchheim (N)

## Modus
In der Hauptrunde spielt jedes Team jeweils zweimal (Hin- und Rückspiel) gegen jedes andere. In den Play-offs spielt zunächst der 2. gegen den 3. und der 1. gegen den 4. in einem Best-of-3-Modus. Die Verlierer spielen in einem Spiel den 3. Platz aus. Die beiden Gewinner ermitteln dann im Finale den Deutschen Floorball-Meister.
Da nur sieben Teams teilnehmen, gibt es keinen direkten Absteiger. Der Siebtplatzierte würde in der Relegation spielen, wenn es mindestens zwei aufstiegswillige Teams gibt.

## Tabelle
| Pl. | Verein                                     | Sp. | S | U | N | SDS | SDN | Tore  | Diff. | Pkt. |
| --- | ------------------------------------------ | --- | - | - | - | --- | --- | ----- | ----- | ---- |
| 1.  | MFBC Leipzig/Grimma (P)                    | 2   | 2 | 0 | 0 | 0   | 0   | 19:30 | +16   | 06   |
| 2.  | UHC Sparkasse Weißenfels (M, S)            | 2   | 2 | 0 | 0 | 0   | 0   | 14:30 | +11   | 06   |
| 3.  | Dümptener Füchse                           | 2   | 2 | 0 | 0 | 0   | 0   | 9:3   | 0+6   | 06   |
| 4.  | SSF Dragons Bonn                           | 3   | 1 | 0 | 2 | 0   | 0   | 15:14 | 0+1   | 03   |
| 5.  | Red Devils Wernigerode                     | 4   | 1 | 0 | 3 | 0   | 0   | 21:22 | 0–1   | 03   |
| 6.  | ETV Lady Piranhhas Hamburg                 | 2   | 1 | 0 | 1 | 0   | 0   | 15:19 | 0–4   | 03   |
| 7.  | SG Stern München/Sportfreunde Puchheim (N) | 3   | 0 | 0 | 3 | 0   | 0   | 02:31 | −29   | 0    |

| Legende                           |
| --------------------------------- |
| Teilnahme an den Play-Offs        |
| Teilnahme an der Relegation       |
| (M) Titelverteidiger 2018/19      |
| (P) Pokalsieger 2018/19           |
| (S) Erster der Hauptrunde 2019/20 |
| (N) Aufsteiger                    |

## Play-offs
Alle Spiele bis auf das Spiel um Platz 3 werden im Best-of-three-Modus gespielt.

### Halbfinale
| März 2020 00:00 Uhr |  | 4. der Hauptrunde | -:- (-:-, -:-, -:-) | 1. der Hauptrunde |  |

| 27. März 2020 00:00 Uhr |  | 1. der Hauptrunde | -:- (-:-, -:-, -:-) | 4. der Hauptrunde |  |

| 28. März 2020 00:00 Uhr |  | 1. der Hauptrunde | -:- (-:-, -:-, -:-) | 4. der Hauptrunde |  |

| März 2020 00:00 Uhr |  | 3. der Hauptrunde | -:- (-:-, -:-, -:-) | 2. der Hauptrunde |  |

| 27. März 2020 00:00 Uhr |  | 2. der Hauptrunde | -:- (-:-, -:-, -:-) | 3. der Hauptrunde |  |

| 28. März 2020 00:00 Uhr |  | 2. der Hauptrunde | -:- (-:-, -:-, -:-) | 3. der Hauptrunde |  |

### Spiel um Platz 3
| April 2020 00:00 Uhr |  | Verlierer des 2. Halbfinalspieles | -:- (-:-, -:-, -:-) | Verlierer des 1. Halbfinalspieles |  |

### Finale
| April 2020 00:00 Uhr |  | Sieger des 2. Halbfinalspieles | -:- (-:-, -:-, -:-) | Sieger des 1. Halbfinalspieles |  |

| 17. April 2020 00:00 Uhr |  | Sieger des 1. Halbfinalspieles | -:- (-:-, -:-, -:-) | Sieger des 2. Halbfinalspieles |  |

| 18. April 2021 00:00 Uhr |  | Sieger des 1. Halbfinalspieles | -:- (-:-, -:-, -:-) | Sieger des 2. Halbfinalspieles |  |